# ウォルター・ラングレー
ウォルター・ラングレー（Walter Langley、1852年6月8日 - 1922年3月21日）はイギリスの画家である。「外光派」の画家のグループ「ニューリン派」の画家たちが集まったイングランドのコーンウォールの漁村ニューリンに最初に移って制作を始めた画家の一人である。

## 略歴
バーミンガムで仕立て屋の息子に生まれた。15歳から版画家の工房で働いた。21歳になった時、奨学金を得てロンドンのサウス・ケンジントン美術学校(ロイヤル・カレッジ・オブ・アート）で2年間工芸を学んだ。バーミンガムに戻った後、画家になり1881年に王立バーミンガム芸術家協会(Royal Birmingham Society of Artists)の準会員に選ばれた。バーミンガムの顧客から毎年、収入が得られるようになり、その資金で家族と1882年にニューリンに移り、ニューリンで漁師などを題材に描き始めた
。1884年に王立バーミンガム芸術家協会の正会員になった。バーミンガムでの友人の画家エドウィン・ハリスが1883年にニューリンに移ってきて、「ニューリン派」は形成され始めた。
労働者階級の出身で、働く人々やその家族への共感をこめて描いたことで知られる。初期の版画職人としての技術は細部の描写に生かされている。「ニューリン派」の画家たちは人気を得たが、1892年ころまで水彩画を主に描いていたこともあって、はじめラングレーの人気は高くなかったが、後に評判は上がり、レフ・トルストイの著書『芸術とは何か』 (1897-98年)の中でも高く評価された。

## 作品

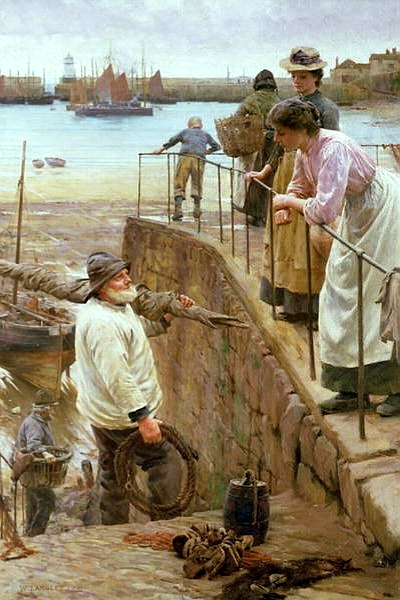
「引き潮の間」(1901)
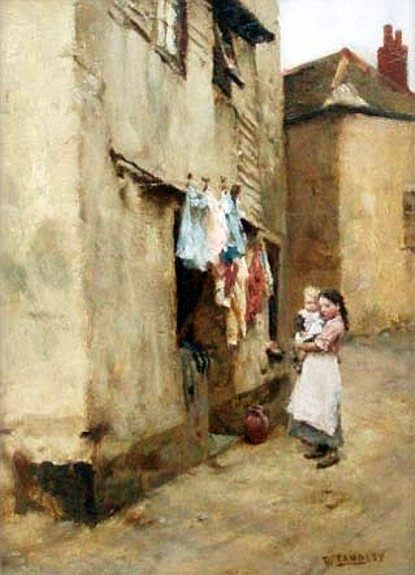
「ニューリンの風景」
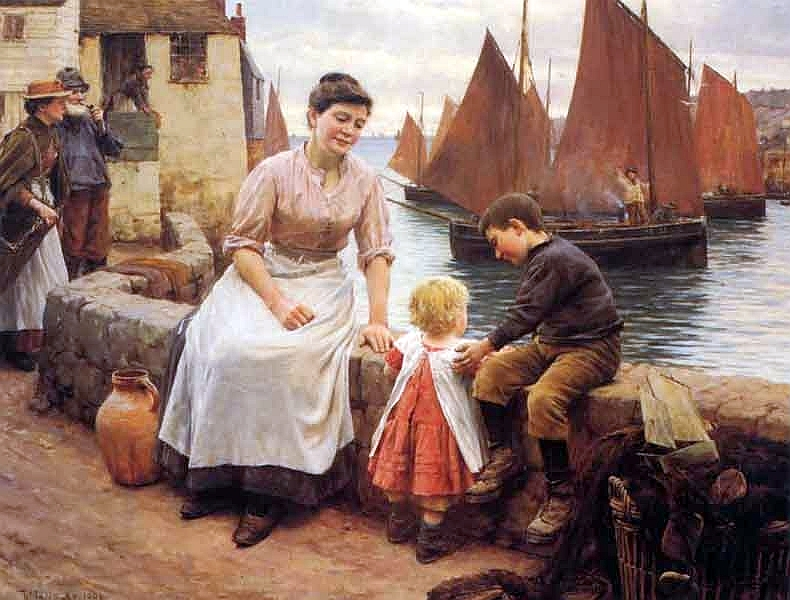
「挨拶」(1904)
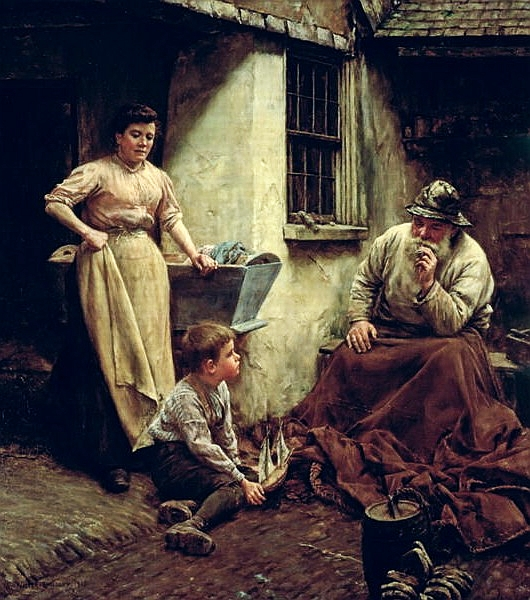
「網の修繕」 (1905)